# Иванютин, Александр Николаевич
Александр Николаевич Иванютин (род. 02.02.1982, Москва) — российский спортсмен, мотогонщик.
Из спортивной семьи: мать — профессиональный тренер по художественной гимнастике, отец Николай Федорович Иванютин — многократный чемпион СССР по мотогонкам (1977—1986).
Сначала в качестве вида спорта выбрал горные лыжи (в 1994 г. выиграл юношеский чемпионат Москвы). Начал заниматься мотогонками с 13-летнего возраста (что считается поздним стартом). Через два года уже стал чемпионом России в классе 80 см3.
Участник ралли-рейда «Дакар-2017» на мотоцикле Husqvarna, закончил гонку на 32 позиции.

## Основные спортивные достижения
- 1997 — победитель «Кубка России» среди молодежи (80см3); чемпион России (80см3); чемпион России в командном зачете среди профессиональных команд высшей лиги
- 1998 — чемпион России (125см3); Чемпион «Кубка России» среди молодежи (125см3); победитель «Кубка Содружства»; чемпион России в командном зачете среди профессиональных команд высшей лиги
- 1999 — чемпион России (125см3); чемпион «Кубка России» среди молодежи (125см3); победитель «Кубка Содружества»; Чемпион «Кубка России» по суперкроссу; 5 место на 4-м этапе чемпионата Европы (зона B)
- 2000 — победитель «Кубка Содружества»; серебряный призер 4 этапа чемпионата Европы (зона B); 5 место на 3-м этапе чемпионата Европы (зона B); 5-е место по сумме всех этапов Чемпионата Европы (зона B)
- 2001 — чемпион России; победитель 2 этапа «Кубка Европы»
- 2002 — чемпион России; чемпион «Кубка России» среди молодежи (125см3); победитель «Трофея России»
- 2003 — чемпион России; победитель «Кубка России» по суперкроссу
- 2004 — чемпион России (класс 125см3); чемпион «кубка России» по суперкроссу; бронзовый призер Чемпионата России (класс 250см3); победитель 4 этапа чемпионата Европы (250см3)
- 2005 — чемпион России (класс 125см3); чемпион России (класс 250см3); чемпион «Кубка России» по суперкроссу; бронзовый призер чемпионата Европы; бронзовый призер командного Чемпионата Европы; победитель 8-го этапа Inter.ADAC MX-Masters в Германии
- 2006 — чемпион Германии (класс 125см3); 7 место на чемпионате MX-Masters (inter DM); 2 место на 4 этапе Чемпионата Европы (класс 125см3);
- 2007 — бронзовый призер Чемпионата Германии (125см3); 4 место на Чемпионате Германии (250см3); 9 место на Чемпионате MX-Masters (inter DM)
- 2008 — серебряный призер Чемпионата России (класс mx1); чемпион России по супер мото (класс S1)
- 2009 — серебряный призер Чемпионата России (класс mx1); победитель этапов Кубка и Чемпионата Италии (класс mx1)
- 2010 — серебряный призер Чемпионата России (mx1)
- 2011 — серебряный призер Чемпионата России (mx1)
- 2012 — чемпион России (mx1)
- 2013 — чемпион России (mx1)
- 2014 — серебряный призер Чемпионата России (mx1)
- 2015 — чемпион Кубка России по Кантри Кроссу 2015 класс мотто.

Мастер спорта России международного класса (2015).